# Patrick Manning
Patrick Manning, född den 6 maj 1967 i Poughkeepsie, New York, är en amerikansk roddare.
Han tog OS-silver i fyra utan styrman i samband med de olympiska roddtävlingarna 1992 i Barcelona.